# زیبایی و ابزار آرایشی در مصر باستان

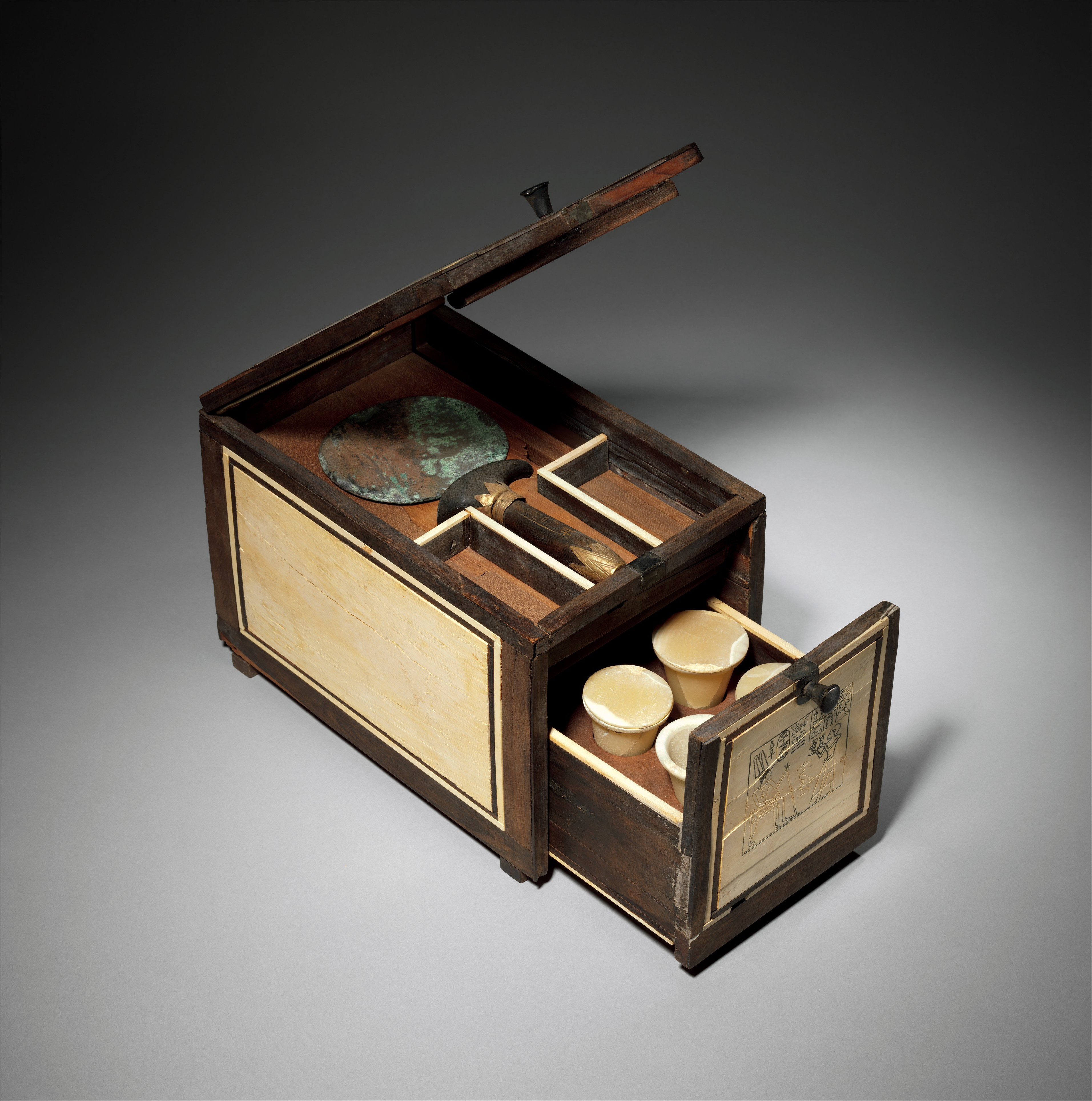
جعبه لوازم آرایشی مربوط به ۱۸۱۴–۱۸۰۵ قبل از میلاد؛ سرو با آبنوس، روکش عاج و بدنه نقره‌ای؛ ارتفاع: ۲۰٫۳ سانتی‌متر واقع در. موزه هنر متروپولیتن (شهر نیویورک)

مصریان باستان زیبایی را نشانهٔ قداست می‌دانستند و هرچیزی که استفاده می‌کردند جنبهٔ معنوی داشت، از جمله لوازم آرایشی. زن و مرد هر دو آرایش می‌کردند. بازرگانان، به ویژه در طبقات بالاتر، اغلب آرایش می‌کردند.

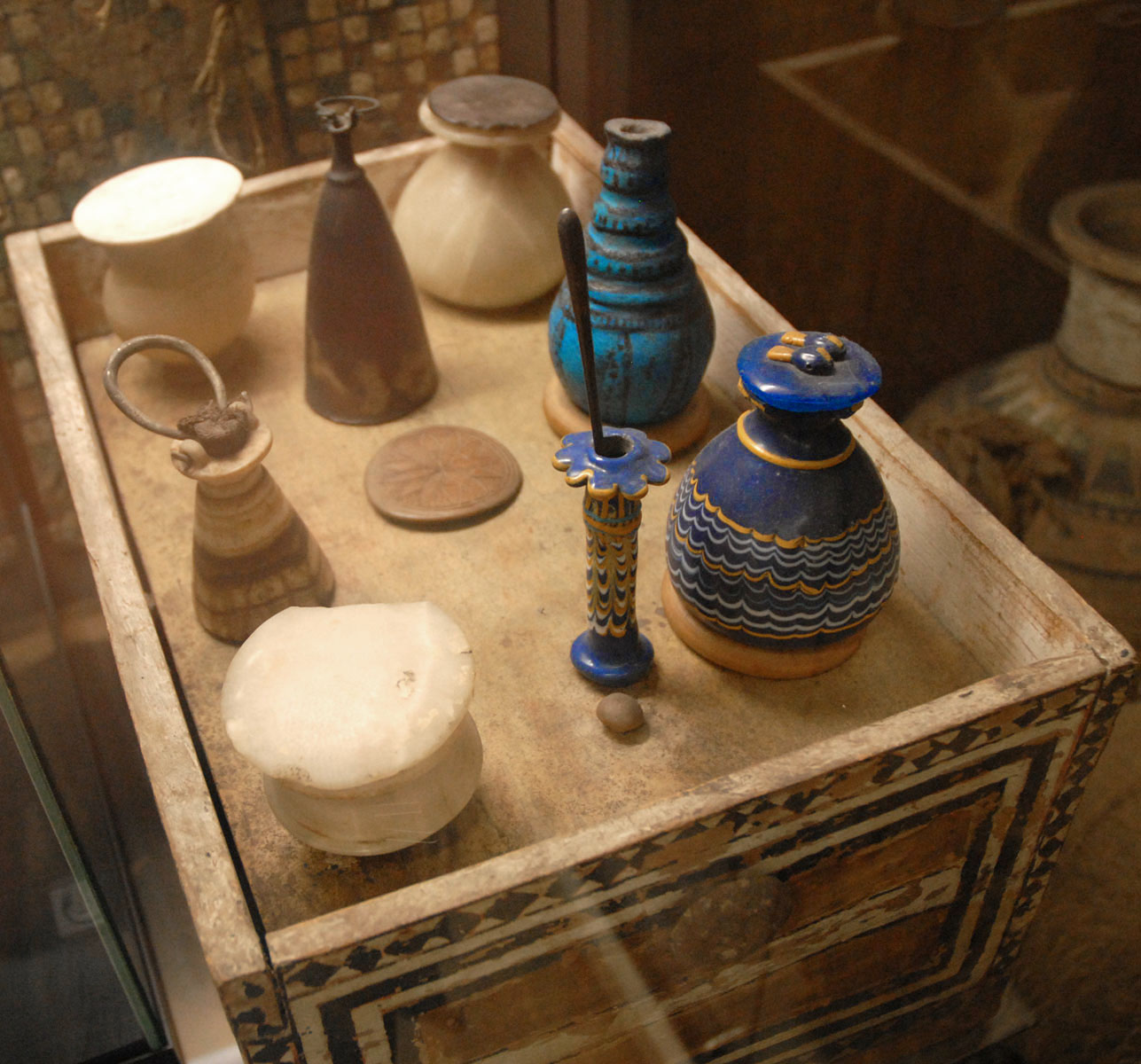
جعبهٔ ابزار آرایشی مریت پته؛ پیرامون ۱۳۹۰-۱۳۵۲ پیش از میلاد ؛ چوب ، رنگ ، کوزه ، شیشه و رخام گچی ؛ بلندی: ۲۲ سانت ، پهنا: ۲۹.۵ سانت ، درازا: ۴۹ سانت؛ از دیر المدینه (مصر) ؛ موزه مصرشناسی تورین

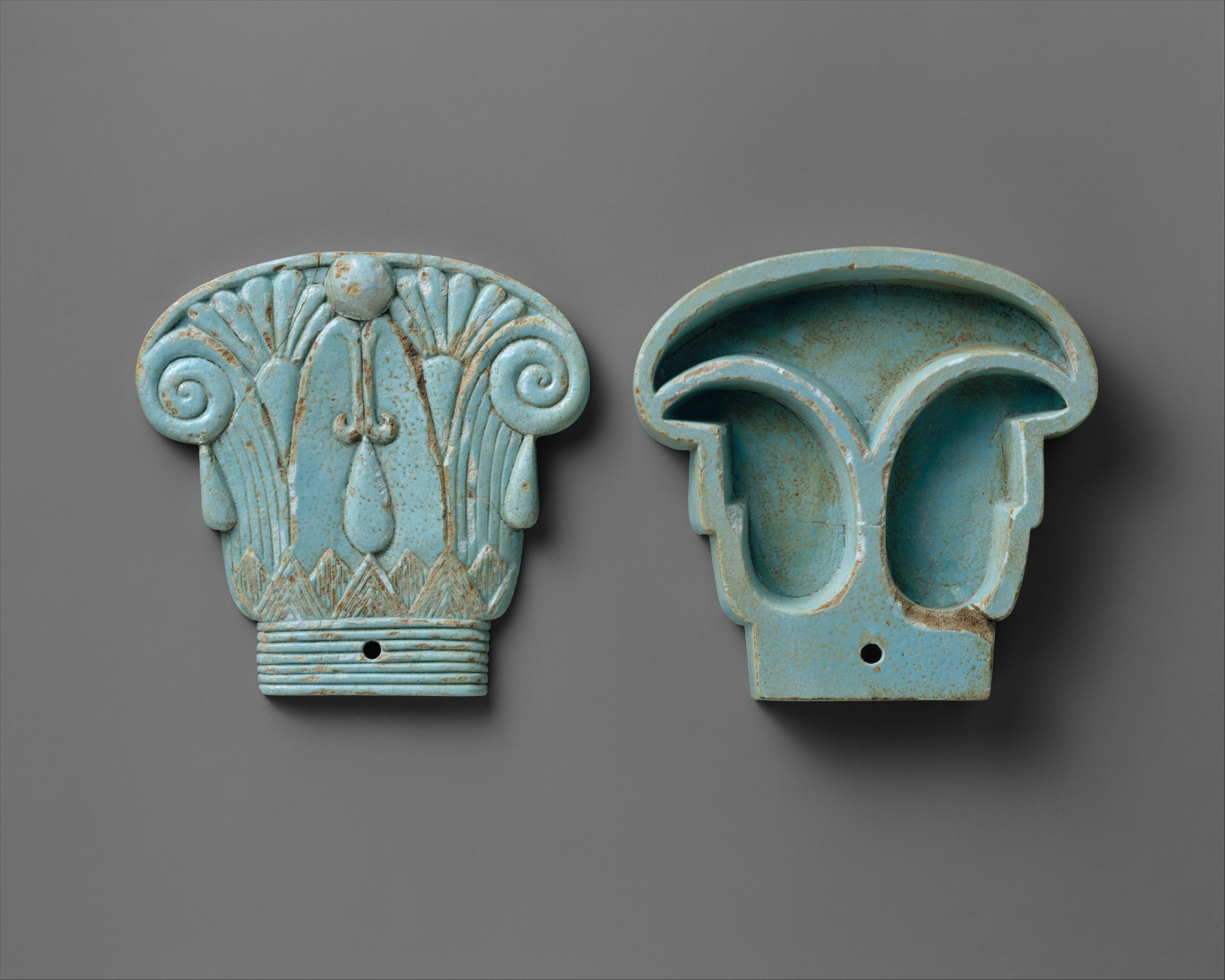
جعبهٔ ابزارِ آرایشی به شکل یک سَرسُتون کامپوزیتی مصری ، درپوش آن در سمت چپ جای دارد. ۶۶۴–۳۰۰ پیش از میلاد ؛ فاینس شیشه ای؛ ۸.۵ × ۹ سانت. موزه متروپولیتن نیویورک

در آرامگاه‌ها، جعبه‌های طلاپوشِ لوازم آرایشی در کنار درگذشته به عنوان کالاهای قبر پیدا شد که بیشتر بر این اندیشه تأکید دارد که از لوازم آرایشی نه تنها برای اهداف زیبایی بلکه برای اهداف جادویی و مذهبی هم بهره برده می‌شد.

## علم شیمی

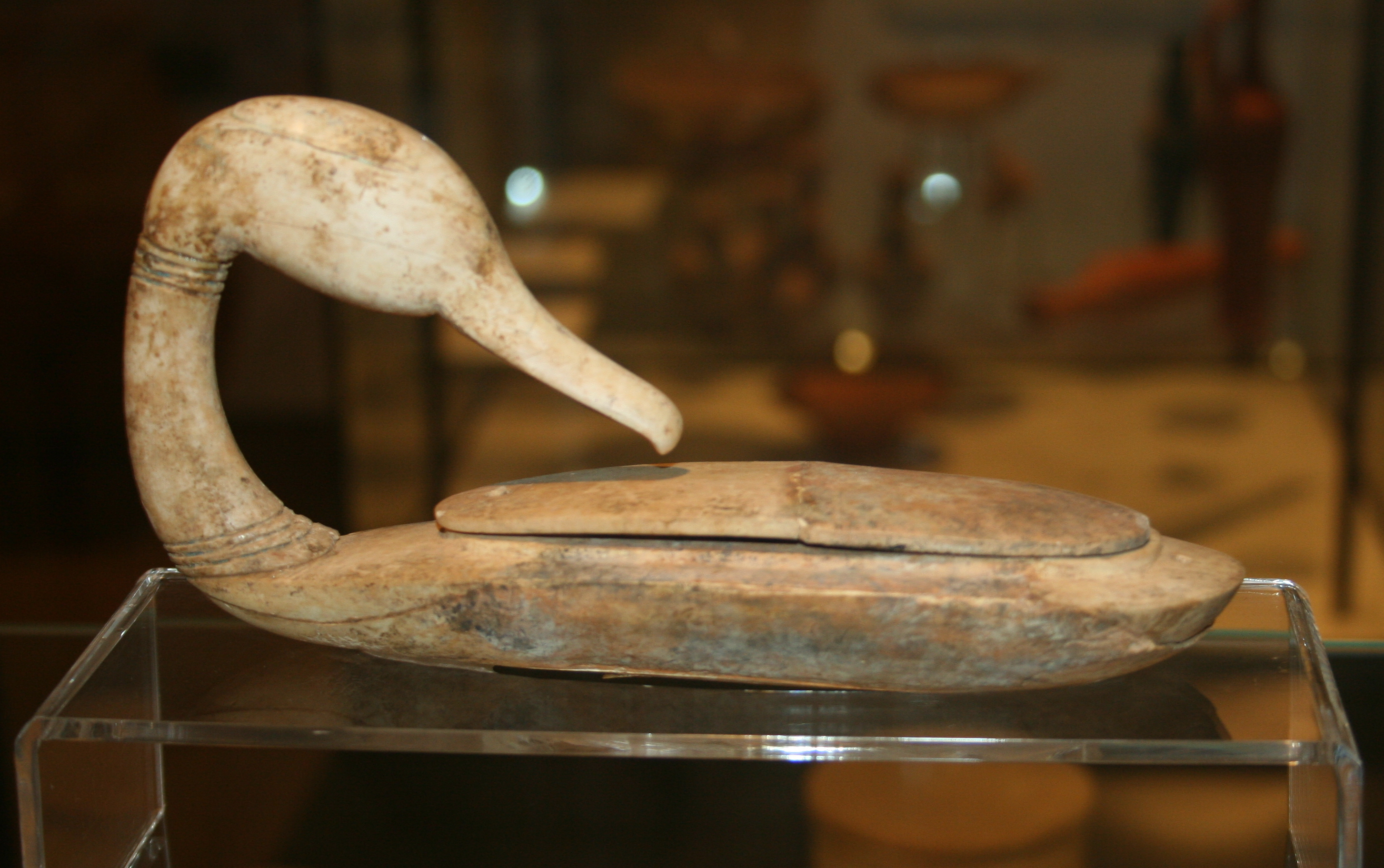
لوحهٔ سایهٔ چشم زومورفیک ساخته شده با مشک یا گاهی با دندان اسب آبی ، یا حتی با عاج

دو شکل اصلی آرایشِ چشم، رنگ چشم و سرمه سیاه بود
رنگ چشم سبز از مالاکیت، یک رنگدانه کربنات مس و سرمه سیاه از گالنا، سنگ معدن خاکستری تیره ساخته شده‌است.
در این فرایند از زغال خرد شده نیز استفاده شده‌است.
مسدمت یا سرمه برای پوشاندن چشم مورد استفاده قرار گرفت و نشان داد که مزایای قوی سلامتی از جمله محافظت در برابر بیماری‌ها، اشکالات و اشعه‌های خورشید را به همراه دارد.

## مصارف پزشکی
مصریان باستان با آمیختن نترون قرمز با رنگ گونه و لب، نمک شمالی و عسل، درمانی برای سوختگی ایجاد کردند.
با این حال، آنها باورمند بودند که اثرات درمانی این مواد آرایشی جادویی است تا پزشکی.
با کمال تعجب، در واقع مزایایی هم داشت.
یکی از مهمترین مزایای آن این است که آرایش حاوی نمکهای سرب است که در صورت تماس با پوست، بدن باعث تولید بیشتر نیتریک اکسید می‌شود.

## لوحه ها و شیشه های آرایشی
لوحه‌های آرایشی برای ساییدن آرایش به کار برده می‌شد. نخستین نمونه‌ها مستطیل‌گونه بوده و  به ۵۰۰۰ سال پیش از میلاد برمی‌گردد.
بعداً لوحه‌ها شکل گردتری مانند لوحه نارمر به خود گرفتند. لوحهٔ شاه نارمر نخستین قطعه در نوع خود بود.
این لوحه، دارای نقش‌های آذینی پادشاهی بود که در آن شاه، دشمنان مصر را در هم می‌کوبید و مصر بالا و پایین را یکپارچه می‌کرد و همچنین دارای حفره‌ای برای آسیاب لوازم آرایشی بود ، که آن را یک لوحه دومنظوره می‌کرد.
این‌ها بعداً لوحه‌های ماهی‌مانند شدند. احتمالا دلیلش اینستکه ماهی نماد رستاخیز و زندگی نو است.
لوحه‌های ماهی‌شکل را معمولا برای اعضای خانوادهٔ پادشاهی با سنگ‌های گران‌بها آذین می‌کردند.
این لوحه‌ها به ظروفی با شکل بابون تبدیل شده‌اند تا بتوانند سرمه‌ای را که برای مصریان باستان دارای معانی نمادین است نگهداری کنند. (آوازهٔ بابون‌ها به دلیل پیوندشان با «توث»، خدای خرد است)

## بن‌مایه
- همکاری‌کنندگان ویکی‌پدیا، « Beauty and cosmetics in ancient Egypt»، ویکی‌پدیای انگلیسی، دانشنامهٔ آزاد (بازیابی ۲۷ فروردین ۱۴۰۰)

1. ↑  Campbell, Price (2018). Ancient Egypt - Pocket Museum (به انگلیسی). Thames & Hudson. p. 119. ISBN 978-0-500-51984-4.